# Minata Diené
Minata Diéné est une actrice, comédienne, conteuse  et metteuse en scène burkinabè.

## Biographie

### Enfance  et débuts
Minata Diené est née en Côte d’ivoire. Elle commence sa carrière professionnelle en 2008 au sein du Théâtre de la fraternité auprès de Jean Pierre Guingané. Bien que connu à travers le 7è art, et le théâtre, Minata Diéné exerce aussi depuis 2008 le métier de conteuse professionnelle. Elle a été révélée aux cinéphiles par son rôle d'actrice principale dans le film Le foulard Noir du réalisateur burkinabè Boubakar Diallo, inspiré des mutineries de 2011 survenues au Burkina Faso.

## Filmographie

### Long métrage
- 2010 : Jusqu’au bout…
- 2012 : Le Foulard Noir (ht)
- 2018 : La République des Corrompus [3]
- 2021 : La traversée[4]
- 2022 : Malla, aussi loin que dure la nuit [5]

### Court métrage
- 2018: Ça tourne à Ouaga[6]
- 2019 : Nos Voisins

### Séries
- 2017 : « Le Trône »

## Spectacles

### Contes
- 2019 : polygamico avec Tassala Tata Bamouni

- 2021 : Les contes de Mama à l’institut Goethe de Ouagadougou

- 2019 : Soirée de conte à Marseille [7]
- 2018 : Deux spectacles lors du Festival international du théâtre d'Abidjan[8] (FITHA) en 2018 à Abidjan

### Théâtre
- 2024: Le monde s'éffondre (adaptation)[9],
- 2014 : Trois prétendants … un mari [10]

## Prix et distinction
En 2022, elle reçoit le prix de la meilleure actrice d’interprétation féminine au Sotigui Awards.